# 球局
局或球局，是各种的体育比赛中固定长度的时间段，最著名的是 板球 和 棒球。一局是一个队试图得分的同时由另一队阻止第一队得分的一段时间。在板球运动中、 球局（innings）这个术语 是单复数同体，它的拼写和发音总是以”s”结尾。但在棒球和 垒球运动中、inning一次为单数形式，它的复数形式要在词尾加”s”。
在许多其它运动中，比赛的长度依时间而定，双方以球等其它相似物体的掌控来交换攻防角色。在棒球和板球运动中，一方会被称为“击球方”，他们试图赢得尽可能多的“跑分”— — 请参见 得分 (棒球) 和 跑分（板球）— — 另一队则被称为“防守方”，他们在试图阻止对方得跑分的同时使对方球员出局。防守方在使对方一定数量的球员出局后双方就可以交换攻防角色，这时就不必再根据时间决定一局的时间。
在板球比赛中，术语 球局一词也用于指某个球员的比赛表现 （史密斯的比赛表现（inning）很差劲，评分仅 为12分）。广义上讲，“局”这个词在 英式英语 中几乎可以指任何一段时间内的行为（自由党政府在其任期表现良好，但最终在 1972 年下台，或 你已经说过话了，现在该轮到我发言）。它也用来指某人寿终正寝 (啊，也好。约翰在 89岁时去世了。但他有过美好的一生)。该词在美式英语里的同义词为击球， 它派生于棒球运动。
根据 牛津英语词典， 球局一词最早是从 1735年被用作板球术语的。17世纪，板球已在英国发展成为一种成熟的、 具有高度组织性的运动，“球局”一词也被首次记录和使用。1522年该词被首次记录，意思是 “ 聚集起来” ，这可能与板球有关。

## 板球
在板球比赛中， 团队的 球局 通常持续到第11位球员中的第10位 击球手 出局，使 未出局 的球员没有合作伙伴了，因此比赛无法进行，或者直到发生其他事情 (如队长 声明 球局由于战术原因结束 ； 或者整个比赛时间耗尽）。
在顶级板球赛 和 板球锦标赛中，每一队有两个球局。在 单日板球赛 和其他 快速赛中，一局只持续一定时间或完成一定数量的 轮数（通常为 50）。请注意“球局”可以意味着一个参赛方的球局 (例如斯里兰卡在第三局中取得的 464分) ，也可以指双方的球局（例如英国的第一局较好，超过澳大利亚104分) ，根据情境的不同，对它的理解也不尽相同。
通常每局一直持续到击球手全部出局，或直到该球局结束。虽然 击球手成对击球，这种结合不会被称为一局： 而是被称作伙伴关系 或 防御。

## 棒球

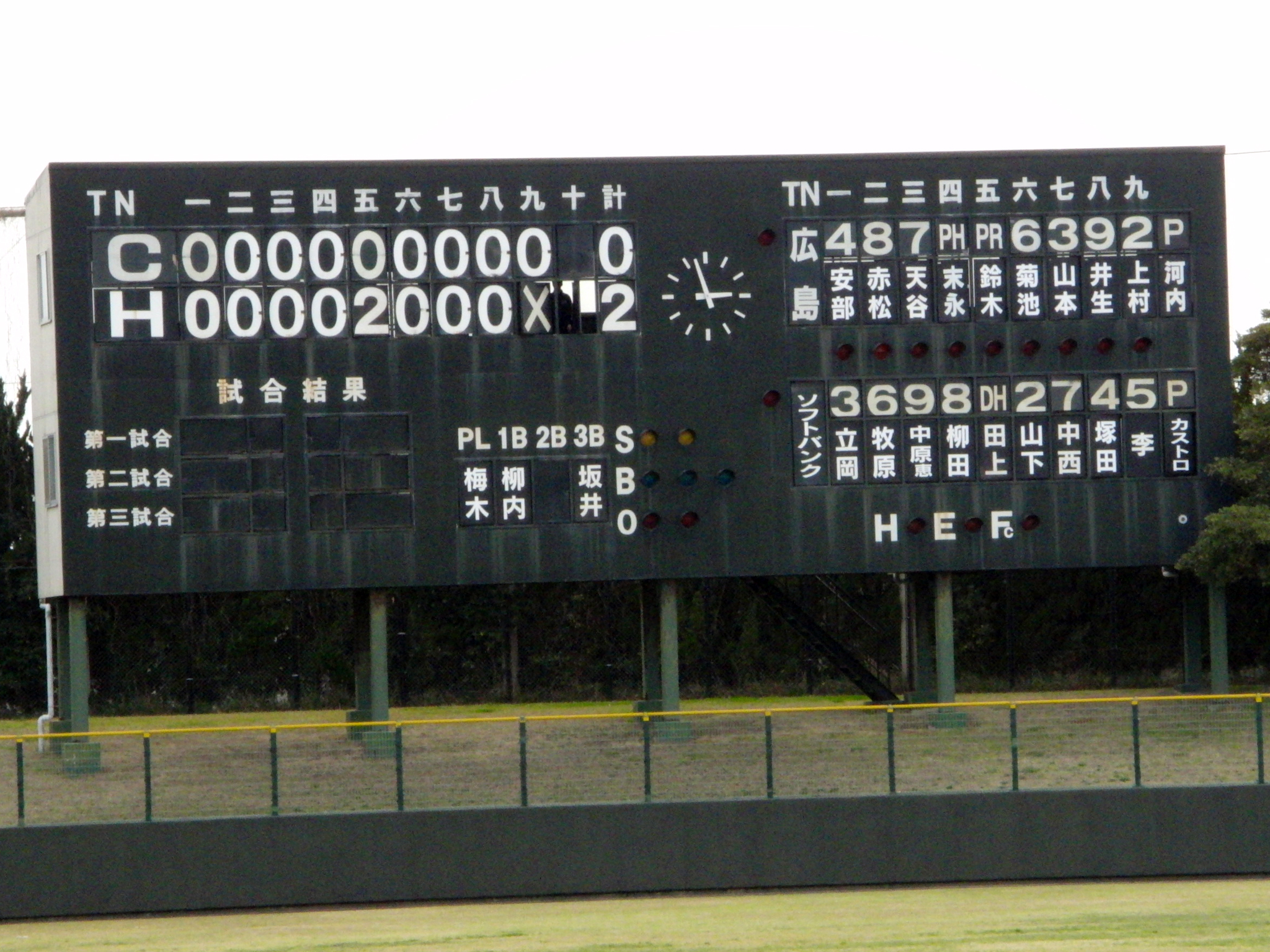
一方退場，第九局下半局以X表示

在棒球或垒球中 一局 由两部分组成。在每一部分，球队一直击球直到有三人出局 ，另一队进行防守。每半局当裁判员喊“开始”时正式开始。完整的一局包括使对手出局六次，每队各出局三次 ；不同比赛共有九局。客队总是每局的开始首先击球，客队在每局先击球称为顶局，因为客队在棒球排分榜上总是最高分数。主队的半局被称为 底局，两局之间的时间叫做中场休息。如果主队在第九局中间领先，或在第九局下半局领先，主队立即获胜。比赛在半局时结束被称为“一方退场”。半局中，击球手一一出局则被称为“一 二三局”。
如果九局比赛后双方比分相同，比赛进入 加时赛 直到一方比分领先。在 日式棒球赛中，如果比赛在12 局后比分相同则结束比赛（日本专业棒球季后赛中发挥规定为15局）。在九局赛中，如果主队在任一局比分领先，不论对方有几人出局，主队则获胜。这种情况通常被称为“散场”，因为最后结果是一方散场比赛结束。
在 美式英语裡，棒球术语有时也在非体育场合使用，透着一种紧张的语气：“主队在第九局底局仍然落后”，意味着没有多少时间来扭转乾坤了。
专业棒球比赛（包括大型及小型球队），以及大学棒球赛都有九局。高中比赛和 大学垒球 设有七局， 少年棒球联赛 使用六局赛制的比赛。

### 板球
- 板球术语

### 棒球
- 棒球統計
- 第七局中場休息（英语：seventh-inning stretch）